# Gregory Corso
Gregory Nunzio Corso (New York, 26 marzo 1930 – Minneapolis, 17 gennaio 2001) è stato un poeta statunitense.

## Biografia
Nato e cresciuto a New York da genitori italiani (il padre, Samuele "Sam" Corso, era calabrese, mentre la madre, Michelina Colonna, era originaria di Miglionico, in provincia di Matera), Corso fu uno dei poeti statunitensi della Beat Generation, come Kerouac, Ginsberg, Ferlinghetti e Burroughs. Giramondo come i suoi colleghi più noti, Jack Kerouac e Allen Ginsberg, si avvicinò alla cultura ed alla letteratura nel periodo in cui entrava ed usciva dal riformatorio "...era leggendo Shelley in un carcere minorile che aveva cominciato a scrivere poesie, a sognare la Bellezza con la B maiuscola, a immaginare mondi stellati non legati ai fili della logica inesplicabili". 
Di Gregory Corso, la scrittrice Fernanda Pivano disse: " insolente al di là del sopportabile e strafottente nella più assoluta imprevedibilità qualunque cosa abbia detto o scritto ha sempre rivelato il dono di non dire mai una sciocchezza".
Diceva di lui invece Jack Kerouac: "Gregory era un ragazzino duro dei quartieri bassi che crebbe come un angelo sui tetti e che cantava canzoni italiane con la stessa dolcezza di Caruso e Sinatra". Qui, invece, alcuni frammenti dei pensieri di Gregory Corso:
Vi dico questo perché penso che sia la prima volta che abbia mai sentito l'orrore di quel Gregory dodicenne.
Ora voglio combatterlo, allora non potevo, perché ero sincero e poi, in qualche modo, per strada, ho perso quel Gregory...»
(tratto da The New American poetry 1945-1960)
Incarcerato nella prigione di Stato di Clinton come scassinatore nel 1947, Gregory Corso iniziò a scrivere poesie:
(tratto dall'antologia New American Poetry 1945-1960)
Rimesso in libertà nel 1950, tornò a New York e qui incontrò Allen Ginsberg in un bar nel Greenwich Village (the Pony Stable). Subito colpito dalle sue poesie, Ginsberg presentò Corso agli altri membri della scena letteraria beat e lo aiutò a trovare un editore.
Corso visse a lungo in Europa, trascorrendo quasi un decennio (1957-66) a Parigi, sovente nel "Beat Hotel" del Quartiere Latino, in cui risiedettero anche Ginsberg, Peter Orlovsky e William Burroughs. Negli anni 1970 e 1980 fu spesso in Italia, soprattutto a Roma, tenendo letture, a volte con accompagnamento musicale.
Le ceneri di Gregory Corso sono conservate a Roma nel cimitero acattolico di Testaccio, vicino alla tomba di Percy Bysshe Shelley, poeta al quale si è spesso ispirato; nello stesso luogo, poco più distante (parte vecchia), è sepolto anche John Keats, altro poeta particolarmente apprezzato da Gregory.

## Pubblicazioni

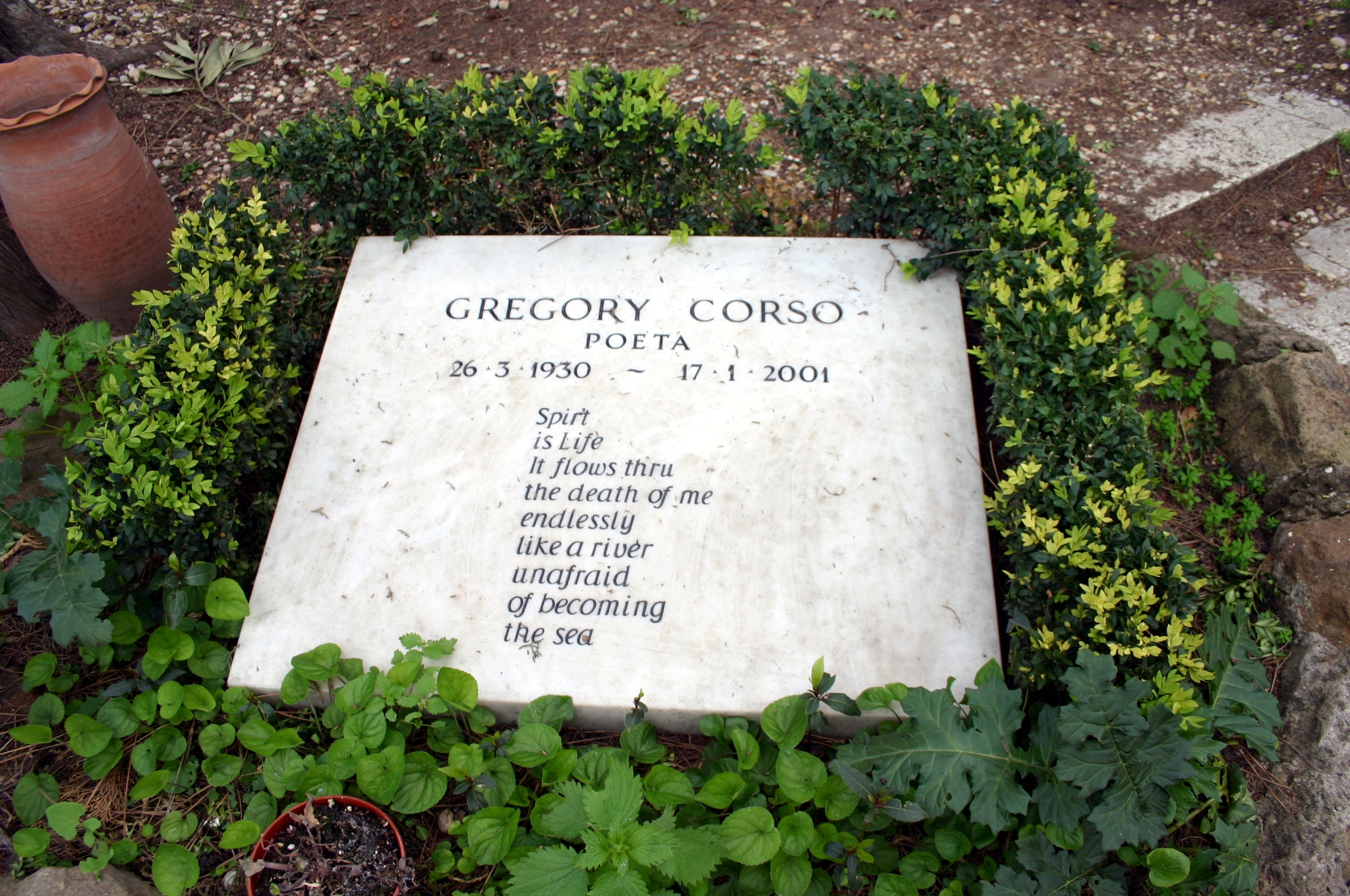
La tomba di Corso, a Roma.

Il primo volume di poesie di Gregory Corso fu pubblicato nel 1955 (con il contributo di alcuni studenti di Harvard, dove egli frequentava lezioni universitarie), con il titolo The Vestal Lady on Brattle and Other Poems; questa pubblicazione precedette di un anno quella della prima raccolta poetica di Allen Ginsberg e di due anni quella di Sulla strada (On the Road) di Kerouac. Nel 1958, Corso pubblicò una più ampia e importante raccolta di poesie, Gasoline, ottavo volume della serie City Lights Pocket Poets curata da Lawrence Ferlinghetti. Dal 1976 Gasoline è ristampato da City Lights con aggiunte le poesie di Vestal Lady.
Nel 1958 Corso, reagendo alle manifestazioni antinucleari di Bertrand Russell e altri, denunciò nel poemetto Bomb (Bomba, redatta in forma di fungo atomico) l'odio cieco riversato sul "giocattolo dell'universo", dichiarando paradossalmente il suo amore per la distruzione e sovversione universale della bomba stessa. Nello stesso periodo Gegory Corso scrisse la poesia Marriage, divertente e ironica visione del matrimonio, cioè della "vita normale" che non faceva per lui. (Eppure egli si sposò diverse volte ed ebbe cinque figli.) Altre poesie importanti di questo periodo sono Hair, Power e Army. Furono raccolte nel volume The Happy Birthday of Death, il primo di Corso edito dalle edizioni New Directions di New York, dirette da James Laughlin.

## Opere
- The Vestal Lady on Brattle and other poems (1955)
- Gasoline (1958)
- The Happy Birthday of Death (1960)
- The American Express (1961) (romanzo)
- Long Live furry (1962)
- Elegiac Feelings American (1970)
- Herald of the Autochthonic Spirit (1981)

- Dove my casa? (1987)

- Hi! (1988)

- Mindfield (1989)

## Traduzioni italiane
- Benzina (a cura di Gianni Menarini, Parma, Guanda, 1969)
- Poesie (a cura di Gianni Menarini, Parma, Guanda, 1976)

- Poesie, saggio introduttivo di Fernanda Pivano, traduzione di Gianni Menarini, quarta di copertina di Luigi Granetto, Lato Side, 1981

- Hi! (a cura di Dario Bellezza, traduzione e introduzione di Aldo Berti), Ianua, Edizione del Giano, 1988.

- Poesie: Mindfield - Campo mentale, a cura di Massimo Bacigalupo, Roma, Newton Compton, 2007
- Gasoline, prefazione di Fernanda Pivano, con un'introduzione di Allen Ginsberg, traduzione di Damiano Abeni, Roma, Minimum fax, 2015 (contiene Benzina e La vestale di Brattle Street)